# Saba (chanteuse danoise)
Pour les articles homonymes, voir Saba (homonymie).
Anna Saba Lykke Oehlenschlæger, connue sous le nom de scène de Saba, est une chanteuse danoise née le 11 août 1997 à Addis Abeba en Éthiopie. Après avoir remporté le Dansk Melodi Grand Prix 2024, elle est choisie pour représenter le Danemark au Concours Eurovision de la chanson 2024 avec la chanson Sand.

## Carrière
Saba et sa sœur jumelle Andrea Lykke Oehlenschlæger (da) ont été adoptées en Éthiopie alors qu'elles avaient seulement 8 mois. Elles grandissent dans la ville de Ringkøbing dans le Jutland central (Danemark). Enfant, elle joue au football et fréquente une école pour devenir professionnelle mais elle doit tout arrêter lorsque son trouble bipolaire se déclenche à 14 ans.
Après avoir quitté l'école prématurément, elle monte à Copenhague où elle se lance dans le mannequinat avec l'agence Le Management et obtient un contrat pour L'Oréal.
Âgée de seulement 19 ans, elle fonde l'entreprise et boutique en ligne Coalcure spécialisée dans le charbon actif pour le blanchiment des dents. Elle utilise des coques de noix de coco carbonisées dans un four puis refroidies pendant huit heures. L'entreprise est un succès qui rapporte près de 500 000 couronnes danoises lors de son mois de lancement.
En 2019, les deux sœurs sont le sujet d'un documentaire de DR3 intitulé Min sindssyge tvilling qui les suit lors de leur premier retour en Éthiopie à la recherche de leur mère biologique.
En mars 2023, elle fait ses débuts sur scène dans le rôle de Dionne dans une adaptation de la comédie musicale Hair au Østre Gasværk à Copenhague de mars à avril. Elle était à l'origine la doublure de sa sœur qui doit arrêter de performer pour cause de grossesse.

### 2024: Eurovision
En février 2024, elle remporte le Dansk Melodi Grand Prix 2024 dans la Salle symphonique de Copenhague et est choisie pour représenter le Danermark au Concours Eurovision de la chanson 2024 avec sa chanson Sand.

Sa victoire fait polémique car bien qu'elle ait remporté le vote du jury, elle ne remporte pas celui du public qui lui a préféré Basim avec sa chanson Johnny, le jury et le public représentant chacun 50 % du vote final.
Elle participe à la deuxième demi-finale le 9 mai à Malmö (Suède), mais n'est pas qualifiée pour la finale.

### Vie privée
Saba Lykke est traitée pour un trouble bipolaire. Elle a déjà fait plusieurs séjours en hôpital psychiatrique dont un après être partie à la recherche de sa mère biologique durant lequel elle est restée huit jours.
Elle est en couple avec Aviaya Rønnow Steinø.